# Portale di Casa Vitrioli

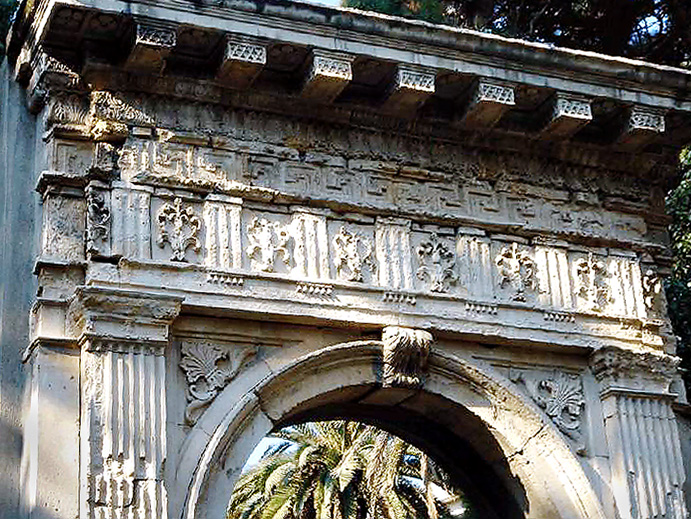
Il portale di Casa Vitrioli

Il Portale di Casa Vitrioli è una delle ultime vestigia della Reggio Calabria antica risparmiate dalla distruzione del terremoto del 1908, eretto a monumento dopo l'ultima ricostruzione all'interno dei giardini pubblici della Villa comunale "Umberto I".
Rimosso dalla proprietà della Famiglia Vitrioli, nel 1974 il monumento fu collocato presso la Villa Comunale e da allora vi rimane.
Lo stile è classicheggiante, realizzato in calcare e pietra reggina (o pietra di Lazzaro).